# ЛиАЗ-5292
ЛиАЗ-5292 — российский городской низкопольный автобус большого класса производства Ликинского автобусного завода. Пришёл на смену ЛиАЗ-5256. По состоянию на июль 2025 года, выпущено около 16 тысяч экземпляров.

## История
Модель автобуса Ликинского завода — ЛиАЗ-5292 была впервые представлена на 6-м Международном Московским автосалоне в 2003 году. Первый полностью низкопольный автобус российского производства, разработанный холдингом «Русские Автобусы». Автобус большого класса, предназначен для работы на маршрутах с интенсивным пассажиропотоком. Серийно выпускался с 2004 года, комплектовался дизельными двигателями Caterpillar и ЯМЗ.

Рестайлинговая версия с изменённой маской кабины была представлена на Международном фестивале «Мир автобусов» в 2013 году. Обновлённая модель включала модификации с импортной силовой установкой — двигатели Scania (ЛиАЗ-5292.30), MAN (ЛиАЗ-5292.22) и газовый двигатель MAN (ЛиАЗ-5292.70). Центральная накопительная площадка оборудована откидной аппарелью и креплениями для перевозки маломобильных пассажиров. Для удобства в салоне предусмотрены Wi-Fi-роутеры, USB-зарядки для гаджетов и кондиционер. С 2015 года выпускается модификация ЛиАЗ-5292 CNG, работающая на сжатом природном газе. В 2021 году начался выпуск модификации ЛиАЗ-5292 LNG с двигателем ЯМЗ работающем на сжиженном метане — он стал первым российским серийно выпускающимся автобусом большого класса на сжиженном природном газе.

С 2020 года выпускается обновлённая модификация ЛиАЗ-5292.65 и ЛиАЗ-5292.67, унифицированная внешним видом с электробусом ЛиАЗ-6274 и сочленённым автобусом ЛиАЗ-6213. По итогам продаж в России за июль 2024 года  Ликинский завод стал лидером, реализовав 321 единицу модели ЛиАЗ-5292. Автобусы используются транспортными компаниями по перевозке пассажиров городов Москвы, Санкт-Петербурга, Тюмени, Иваново и др.

## Модификации
| Фотография                                                                                         | Название модификации  | Годы производства                 | Вместимость | Вместимость                      | Тип и формула дверей                                                                              | Двигатель                                                | Двигатель              | Двигатель              | Механическое оборудование                                     | Механическое оборудование | Внешние признаки |
| Фотография                                                                                         | Название модификации  | Годы производства                 | Вместимость | Вместимость                      | Тип и формула дверей                                                                              | Двигатель                                                | Двигатель              | Двигатель              | Коробка передач                                               | Мосты и рулевой механизм | Внешние признаки |
| Фотография                                                                                         | Название модификации  | Годы производства                 | Общая       | Количество сидячих мест          | Тип и формула дверей                                                                              | Модель                                                   | Расположение двигателя | Экологический стандарт | Коробка передач                                               | Мосты и рулевой механизм | Внешние признаки |
| -------------------------------------------------------------------------------------------------- | --------------------- | --------------------------------- | ----------- | -------------------------------- | ------------------------------------------------------------------------------------------------- | -------------------------------------------------------- | ---------------------- | ---------------------- | ------------------------------------------------------------- | --- | --- |
| ЛиАЗ-5292.00 на остановке «Микрорайон Заря», Курск (2009)                                          | ЛиАЗ-5292.00          | 2003-2006                         | 112         | 20                               | Планетарные, 2-2-2                                                                                | Caterpillar 3116 (опытный), Caterpillar 3126E (серийный) | Поперечное             | Евро-3                 | Voith Diwa D 851.3E                                           | Портальные Rába, Rába 138.34 (ведущий), рулевой механизм Csepel A-500.73-3520-00                                                          | Отсутствие заднего стекла |
| | ЛиАЗ-5292.20          | 2007-2012                         | 112         | 20                               | Планетарные, 2-2-2                                                                                | MAN D0836 LOH04 MAN D0836 LOH41                          | Продольное             | Евро-3                 | ZF Ecomat 6 HP 504 °C                                         | ZF AV-132/87 (задний ведущий), ZF RL-85A (передний рулевой), рулевой механизм ZF 8098 Servokom                                            | Наличие заднего стекла |
| ЛиАЗ-5292.21 в Москве (2011) · Салон ЛиАЗ-5292.21                                                  | ЛиАЗ-5292.21          | 2011-2013                         | 112         | 20                               | Планетарные, 2-2-2                                                                                | MAN D0836 LOH56                                          | Продольное             | Евро-4                 | ZF Ecomat 6 HP 504 °C                                         | ZF AV-132/87 (задний ведущий), ZF RL-85A (передний рулевой), рулевой механизм ZF 8098 Servokom                                            | Передняя оптика фирмы Hella, в модификации для Москвы оснащён климатической системой (на первых экземплярах марки Spheros, затем — Konvekta) |
| Опытный автобус ЛиАЗ-5292.22 в экспозиции компании «Русские Автобусы» на выставке Комтранс-2011    | ЛиАЗ-5292.22 (529222) | 2011-2017                         | 112         | 20-24                            | Планетарные, 2-2-2                                                                                | MAN D0836 LOH65, MAN D0836 LOH64, ЯМЗ-536111 (после КВР) | Продольное             | Евро-5                 | ZF EcoLife 6 AP 1200 B                                        | ZF AV-132/87 (задний ведущий), ZF RL-85A (передний рулевой), рулевой механизм ZF 8098 Servokom                                            | Первые серийные автобусы имели стандартную заводскую эмблему и салон, идентичный автобусам модификации ЛиАЗ-5292.21. Более поздние автобусы имеют обновлённую заводскую эмблему и модернизированный салон с пластиковыми подиумами разработки фирмы КОРА. Автобусы, выпускаемые с лета 2012 года, имеют салон с поручнями жёлтого цвета, цельное лобовое стекло, обрамление лобового маршрутоуказателя чёрного цвета, светодиодное освещение салона и изменённую корму — стало больше прорезей для вентиляции двигателя, также поменялся кондиционер марки Konvekta на «чернолобых» автобусах установлены кондиционеры Konvekta старого образца |
| ЛиАЗ-5292.22-02, курорт Роза Хутор                                                                 | ЛиАЗ-5292.22-02       | 01.2014                           | 87          | 32                               | Планетарные, 2-2-0                                                                                | MAN D0836 LOH65                                          | Продольное             | Евро-5                 | ZF EcoLife 6 AP 1200 B                                        | | Пригородная версия для обслуживания горных курортов Сочи во время олимпиады |
| | ЛиАЗ-5292.22-77       | 09.2015-03.2017                   | 112         | 20-24                            | Планетарные, 2-2-2                                                                                | MAN D0836 LOH65                                          | Продольное             | Евро-5                 | ZF EcoLife 6 AP 1200 B                                        | | Увеличение шахты двигателя, в связи с чем уменьшено количество сидений |
| Опытный автобус ЛиАЗ-5292.30 на выставке «Мир автобусов 2013»                                      | ЛиАЗ-5292.30          | 2013-2014                         | 112         | 20                               | Передняя планетарная/ Средняя и Задняя прислонно-сдвижные (опытный) Планетарные (серийный), 2-2-2 | Scania DC09 91A                                          | Продольное             | Евро-4                 | ZF Ecomat 6HP504C ZF EcoLife 6AP—1200B                        | | Первый автобус переделан в серийный электробус |
| | ЛиАЗ-5292.56          | 2015-2017                         | 112         | 20                               | Планетарные, 2-2-2                                                                                | Cummins                                                  | Продольное             | Евро-6                 | ?                                                             | | Лючок и технологический люк со стороны задней кормы автобуса с левой стороны |
| Двухдверный ЛиАЗ-5292.60 на параде автобусов в Москве, 2015 · Новые ЛиАЗ-5292.60 в Ростове-на-Дону | ЛиАЗ-5292.60          | 2013-2017                         | 112         | 20                               | Планетарные, 2-2-0                                                                                | ЯМЗ-536111                                               | Продольное             | Евро-4                 | ZF EcoLife 6 AP 1400 B                                        | | |
| | ЛиАЗ-5292.60-60       | 2014                              | 112         | 22 (городской)/ 26 (пригородный) | Планетарные, 2-2-2/2-2-0                                                                          | ЯМЗ-53663                                                | Продольное             | Евро-4                 | ZF EcoLife 6 AP 1200 B                                        | | Укороченная до 10,5 метров версия ЛиАЗ-5292.60, прототип автобуса модели ЛиАЗ-4292 |
| | ЛиАЗ-5292.65          | 09.2015                           | 112         | 22-26                            | Планетарные, 2-2-2                                                                                | ЯМЗ-53633, Weichai WP7.300E51                            | Продольное             | Евро-5                 | ZF 6AP-1400 B или Voith Diwa D 864                            | ZF AV-132/87 (задний ведущий), ZF RL-85A (передний рулевой), или Hande Axle HDZ13P (задний ведущий), Hande Axle HDZ75P (передний рулевой) | Рестайлинговая модификация базовой модели |
| ЛиАЗ-5292.65-03 на подмосковном маршруте № 305                                                     | ЛиАЗ-5292.65-03       | 2015 (в эксплуатации с 2020 года) | 92          | 31-42                            | Планетарные, 1-2-0 или 2-2-0                                                                      | ЯМЗ-53633, Weichai WP7.300E51, ЯМЗ-53613                 | Продольное             | Евро-5                 | ZF 6AP-1400B, FastGear                                        | Передний рулевой — портальный: ZF RL-85A; задний — высокопольный: Rába-718 или Hande Axle                                                 | Пригородная полунизкопольная модификация. В 2024 году — новая модификация: двустворчатая передняя дверь, рестайлинг передней части аналогично автобусам для города Москвы, изолированная кабина водителя. Двигатель — ЯМЗ-53613 |
| | ЛиАЗ-5292.65-77       | 05.2017                           | 112         | 28-31                            | Планетарные, 2-2-2                                                                                | ЯМЗ-53633                                                | Продольное             | Евро-5                 | ZF 6AP-1400B, FastGear                                        | ZF AV-132/87 (задний ведущий), ZF RL-85A (передний рулевой)                                                                               | Модификация по внешнему виду схожа с ЛиАЗ-5292.22-77. От ЛиАЗ-5292.22-77 отличается двигателем марки ЯМЗ-53633, устанавливаемого взамен двигателя MAN, установкой кондиционера отечественного производства марки Август |
| | ЛиАЗ-5292.65-79       | 10.2017                           | 112         | 28-31                            | Планетарные, 2-2-2                                                                                | ЯМЗ-53633                                                | Продольное             | Евро-5                 | ZF 6AP-1400B, FastGear                                        | ZF AV-133/90 (задний ведущий), ZF RL-85A (передний рулевой)                                                                               | Новый маршрутоуказатель, бортовой компьютер Continental и два экрана в салоне автобуса. Маршрутный указатель приподнят вверх, внизу во время остановок высвечивается надпись: STOP и пассажир на лестнице, которая раньше гасла при отъезде от остановок (после перепрограммирования заменена на надпись «СПАСИБО») |
| ЛиАЗ-5292.65-77 в Москве на маршруте № 100                                                         | ЛиАЗ-5292.65-97       | 2020                              | 112         | 28-31                            | Планетарные, 2-2-2                                                                                | ЯМЗ-53633                                                | Продольное             | Евро-5                 | ZF 6AP-1400B                                                  | ZF AV-133/90 (задний ведущий), ZF RL-82A (передний рулевой)                                                                               | Рестайлинг передний маски, дизайн которой аналогичен электобусам ЛиАЗ-6274. Салон нового образца с измененными поручнями, стеклянными экранами возле дверей |
| ЛиАЗ-5292.67 в Челябинске на конечной остановке «улица Академика Королёва»                         | ЛиАЗ-5292.67          | 2017                              | 112         | 22-26                            | Планетарные, 2-2-2                                                                                | ЯМЗ-53624-40                                             | Продольное             | Евро-5                 | ZF EcoLife 6 AP 1200 B, Voith Diwa D 854, Fast Gear FC6A140RB | ZF AV-133/87 (задний ведущий), ZF RL-85A (передний рулевой), или Hande Axle HDZ13P (задний ведущий), Hande Axle HDZ75P (передний рулевой) | Модификация с газовым двигателем работающем на компримированном природном газе |
| | ЛиАЗ-5292.67-41       | 2019                              | 112         | 22-26                            | Планетарные, 2-2-2                                                                                | ЯМЗ-53624-40                                             | Продольное             | Евро-5                 | Voith Diwa D 854                                              | Портальные Hande Axle HDZ13P (задний ведущий), Hande Axle HDZ75P (передний рулевой)                                                       | Модификация с газовым двигателем работающем на сжиженном природном газе, баллоны вместо сидений за задней дверью, отсутствует заднее стекло, 3 сиденья перед моторной шахтой |
| | ЛиАЗ-5292.67-72.30    | 2021                              | 112         | 22-26                            | Планетарные, 2-2-2                                                                                | ЯМЗ-53624-40                                             | Продольное             | ?                      | Voith Diwa D 854                                              | Портальные Hande Axle HDZ13P (задний ведущий), Hande Axle HDZ75P (передний рулевой)                                                       | Модификация с газовым двигателем работающем на сжиженном природном газе, баллоны вместо сидений за задней дверью, отсутствует заднее стекло |
| | ЛиАЗ-5292.70          | 2005-2006                         | 112         | 22-26                            | Планетарные, 2-2-2                                                                                | Cummins CGe 250 30                                       | Поперечное             | ?                      | Voith Diwa D 854                                              | Rába-138.34 (ведущий) | Отсутствие заднего стекла, газовые баллоны на крыше |
| ЛиАЗ-5292.71 в Перми                                                                               | ЛиАЗ-5292.71          | 2010-2017                         | 112         | 22-26                            | Планетарные, 2-2-2                                                                                | MAN E0836 LOH01                                          | Продольное             | EEV (Евро-5+)          | ZF EcoLife 6 AP 1200 B                                        | | ГБО КПГ-2, позже КПГ-3 |
| | ЛиАЗ-5292.71-79       | 2019                              | 112         | 22-26                            | Планетарные, 2-2-2                                                                                | MAN E0836 LOH01                                          | Продольное             | EEV (Евро-5+)          | ZF EcoLife 6 AP 1200 B                                        | | Рейстайлинг с расширенной шахтой двигателя |

| Фотография                     | Название модификации | Годы производства | Вместимость | Вместимость             | Тип и формула дверей | Двигатель       | Двигатель    | Двигатель              | Механическое оборудование | Механическое оборудование                                   | Внешние признаки |
| Фотография                     | Название модификации | Годы производства | Общая       | Количество сидячих мест | Тип и формула дверей | Модель          | Расположение | Экологический стандарт | Коробка передач           | Мосты и рулевой механизм                                    | Внешние признаки |
| ------------------------------ | -------------------- | ----------------- | ----------- | ----------------------- | -------------------- | --------------- | ------------ | ---------------------- | ------------------------- | ----------------------------------------------------------- | --- |
| Учебная кабина ЛиАЗ-5292.22-01 | ЛиАЗ-5292.22-01      |                   | 110         | 20                      | Планетарные, 2-2-2   | MAN D0836 LOH65 | Продольное   | Евро-5                 | ZF EcoLife 6 AP 1200 B    |                                                             | Модификация автобуса с учебной кабиной и вентиляционными люками, аналогичными применяемым на автобусах МАЗ |
|                                | ЛиАЗ-5292.65-01      |                   | 92          | 42                      | Планетарные, 2-2-2   | ЯМЗ-53633       | Продольное   | Евро-5                 | ZF 6AP-1400B              | ZF AV-133/90 (задний ведущий), ZF RL-85A (передний рулевой) | Рестайлинговый учебный автобус для АО «Мострансавто» |
|                                | ЛиАЗ-5292.65-80      | 2017              | 110         | 20                      | Планетарные, 2-2-2   |                 | Продольное   | Евро-5                 | ZF 6AP-1400B              | ZF AV-133/90 (задний ведущий), ZF RL-85A (передний рулевой) | Оборудованы учебной кабиной, дизайн перегородки которой имеет несколько «сплющенный» облик вследствие расположения относительно оси кузова. Учебная кабина стала немного больше, чем на предыдущих учебных автобусах ЛиАЗ-5292.22-01. Из-за установки кабины инструктора пришлось изменить в салоне расположение некоторых сидений |
|                                | ЛиАЗ-5292.71-80      | 2019              | 112         | 22                      | Планетарные, 2-2-2   | MAN E0836 LOH01 | Продольное   | EEV (Евро-5+)          | ZF EcoLife 6 AP 1200 B    | ZF AV-133/90 (задний ведущий), ZF RL-85A (передний рулевой) | Учебная модификация ЛиАЗ-5292.71-79 |

## Электротранспорт на базе ЛиАЗ-5292

### Троллейбус ТМЗ-5235
Построен в апреле 2005 года. Состоит из кузова ЛиАЗ-5292 и электрооборудования ООО «Тушино-Авто». Поступил в 7-й троллейбусный парк Москвы с № 7014, в 2016 году передан в филиал «Черёмушкинский», в 2018 году передан в Рязань в 3-е депо. До октября 2018 эксплуатировался, сейчас[когда?] списан вследствие неремонтопригодности.

### Троллейбус ЛиАЗ-52802
В 2009 году построен из базового кузова (ЛиАЗ-5292) и оборудования ЛиАЗ-5280. Поступил в 1-й троллейбусный парк, в 2010 году возвращён на завод.

### Гибрид ЛиАЗ-5292X
В сентябре 2009 года на московской выставке «Интеравто — 2009» была представлена гибридная версия автобуса — ЛиАЗ-5292Х.
В данной модели используется последовательная схема гибридной силовой установки: двигатель внутреннего сгорания используется только как мотор-генератор для выработки электроэнергии и заряда накопителя, а двигает транспортное средство электромотор, непосредственно связанный с трансмиссией. В автобусе установлен асинхронный тяговый двигатель ТАД 225-380 мощностью 132,5 кВт и максимальной кратковременной мощностью 250 кВт. В качестве ДВС установлен четырехцилиндровый дизельный двигатель Cummins ISBe4+ 185 мощностью 185 л. с., соответствующий экостандарту Евро-4, работающий вкупе с асинхронным мотор-генератором ТАГ 225-280 такой же мощности. На крыше установлено 12 суперконденсаторов суммарной ёмкостью 21 Ф. Планировалось, что после завершения испытаний первая опытно-промышленная партия будет выпущена в 2009 году, однако автобус так и не был запущен в производство.

### Электробус ЛиАЗ-6274

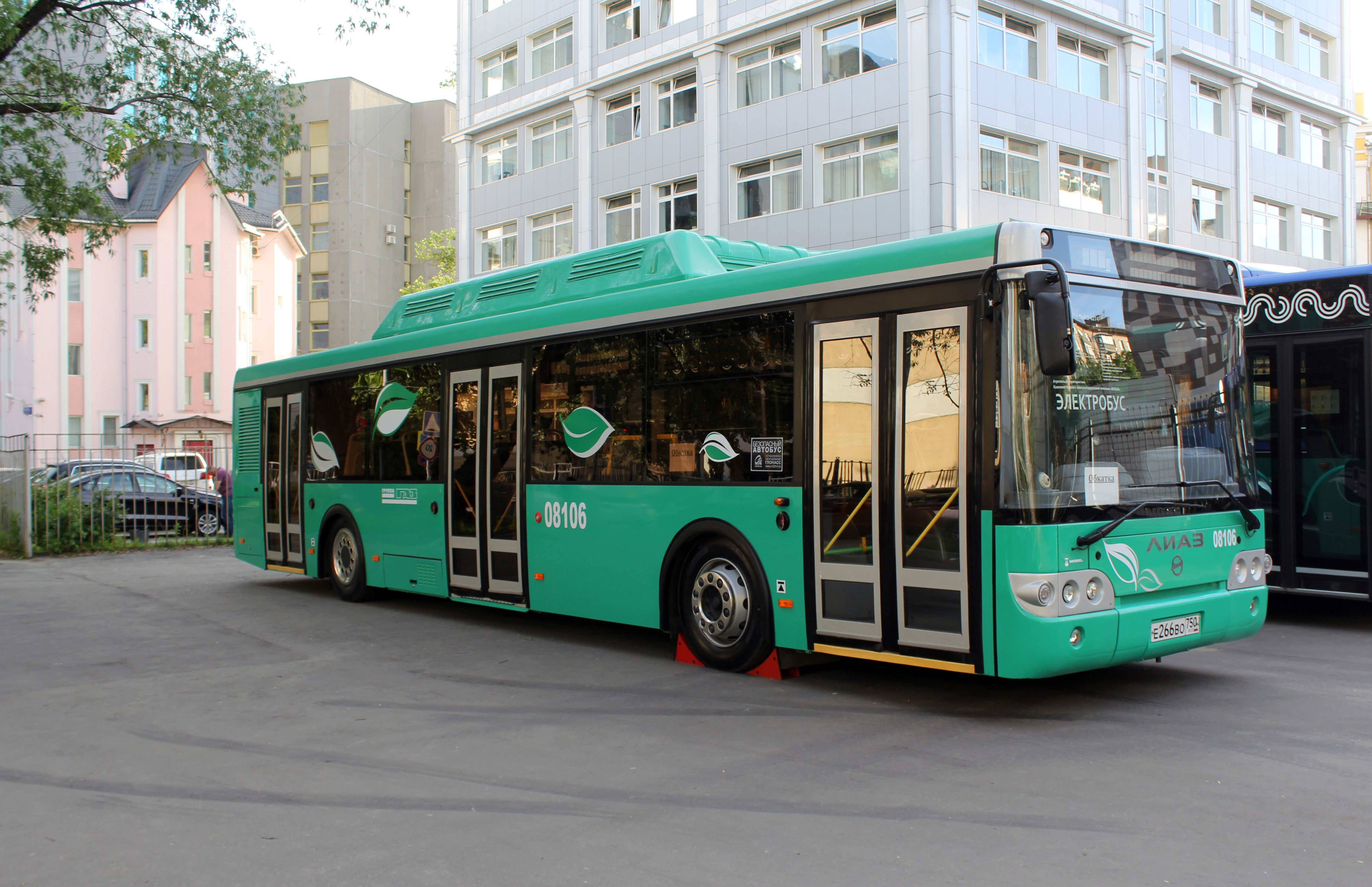
ЛиАЗ-6274 в период обкатки, Москва (2015)

В июне 2012 года на выставке «Busworld Russia — 2012» был представлен опытный электробус ЛиАЗ-6274. Автобус оснащён литий-ионными батареями производства компании «Лиотех». Расчётный максимальный запас хода составляет 200 км. Данный электробус был передан ФАТПу на испытания, и ему был присвоен номер 08106. Данный электробус очень быстро вышел из строя, испытания электробуса с пассажирами так и не состоялись и электробус вернулся на завод. Неудачные испытания модели поставила под вопрос запуск электробусов ЛиАЗ-6274 в серийное производство, однако взамен него был выпущен усовершенствованный электробус ЛиАЗ-6274 на базе автобуса ЛиАЗ-5292.30 и присвоен бортовой номер 08729. Данный электробус успешно прошёл двойные испытания, как при двухмесячной обкатке, так и с пассажирами на маршруте № м2, и затем вернулся на завод, а с него отправился на постоянную работу в Тюмень. Серийное производство этого типа электробусов должно было начаться в декабре 2017 года. В феврале 2018 года был представлен улучшенный вариант электробуса с ультрабыстрой зарядкой. За счет удаления шахты двигателя, а также размещения полноценного заднего окна и дополнительных сидячих мест электробус получил горб на крыше, в который переместились электрооборудование и аккумуляторы. Данный вариант электробуса успешно прошел тендер и в июне 2018 года начато его серийное производство, однако его дизайн был изменён и получил оптику, схожую с КамАЗ-6282. Наравне с КамАЗ-6282 данная модель электробуса поступила в филиал Северо-Восточный ГУП «Мосгортранс» для замены части подвижного состава на некоторых троллейбусных и автобусных маршрутах, определенных в конкурсе.

## Недостатки
Обслуживание автобуса очень затратное. Запчасти на порядок дороже других моделей (про модификации 5292.2x).